# Sexa
 (juin 2020).
Si vous disposez d'ouvrages ou d'articles de référence ou si vous connaissez des sites web de qualité traitant du thème abordé ici, merci de compléter l'article en donnant les références utiles à sa vérifiabilité et en les liant à la section « Notes et références ».
Albums de Michel Delpech
Michel Delpech &...
(2006) Photos souvenirs
(2021)
Sexa est le treizième album studio de Michel Delpech, sorti le 15 juin 2009, édité par Universal.
Le titre de l'album fait allusion au fait que l'artiste est sexagénaire au moment où il le sort.
C'est le dernier album studio de Michel Delpech sorti de son vivant.

## Liste des titres
Les titres de cet album sont :
| No  | Titre                           | Durée |
| --- | ------------------------------- | ----- |
| 1.  | Je passe à la télé (Ben Ricour) |       |
| 2.  | Lettre à tous ceux-là           |       |
| 3.  | L'Âge d'or                      |       |
| 4.  | Johnny à Vegas                  |       |
| 5.  | Des compagnons                  |       |
| 6.  | Les Belles et l'automne         |       |
| 7.  | La Nuit douce d'Alice           |       |
| 8.  | Je ne t'aurais pas vu           |       |
| 9.  | Le Pour et le contre            |       |
| 10. | J'ai revu la cigarette          |       |
| 11. | Comme on s'traite               |       |
| 12. | Mon ange                        |       |
| 13. | Cette petite femme pour...      |       |

## Personnel
- Michel Delpech : chant
- Eric Sauviat : guitares
- Laurent Vernerey : basse
- Philippe Entressangle : batterie, percussions mexicaines
- Rémy Galichet : arrangements cordes
- Jean-Philippe Verdin : réalisation, arrangements (guimbarde)
- Gael Rakotondrabe : piano

### Invités
- Philippe Almosnino (Les jean pass) : guitare